# سعد البوعينين
سعد البوعينين (1943 م -)، ممثل بحريني.

## عن حياته
ولد في عام 1943 في المحرق بالبحرين. متزوج وله ثلاث أولاد وبنتان، الابن الأكبر أحمد وهو دكتور في القانون الدولي العام والعلوم السياسية، والابن الثاني إبراهيم وهو الأمين العام المساعد للإتحاد البحريني لكرة القدم ويحمل درجة الباكالوريس في إدارة الموادر البشرية، والابن الثالث عبد الله وهو يحمل درجة الباكالوريس في المحاسبة.

## مسيرته الفنية
في منتصف الستينات أثناء سنوات الدراسة ظهرت موهبته حيث اشترك في نادي المسرح المدرسي ، بينما بدايته الحقيقية كانت عام 1972 في مسرحية " مشخص "، تنوعت أدواره ما بين المسرح والدراما التلفزيونية، ومن أعماله المسرحيه بهلول ونوران وزوجوني و سوق المقاصيص وخليلوه، ومن أشهر المسلسلات التي شارك بها سوالف أم هلال وسوالف طفاش ولولو ومرجان وغيرهم من الأعمال في المسرح والتلفزيون.

## أعماله الفنية

### في التلفزيون
| سنة الإنتاج | المسلسل                                        | بمشاركة                                                                                              |
| ----------- | ---------------------------------------------- | --- |
| 1988        | سوالف أم هلال والأجزاء الثاني 1989 الثالث 1990 | سلوى بخيت، محمد عواد، جاسم الصايغ، شفيقة يوسف                                                        |
| 1988        | العين                                          | إبراهيم خلفان، عبدالله ملك، محمد عواد                                                                |
| 1990        | بن عقل                                         | إبراهيم البنكي، أحلام محمد، أحمد عيسى، يوسف بوهلول، حميد مراد                                        |
| 1991        | بث غير مباشر                                   | مريم زيمان، أنور أحمد، يوسف بوهلول، حميد مراد                                                        |
| 1993        | البيت العود                                    | لطيفة المجرن، جمعان الرويعي، حميد مراد، علي الغرير، أحمد مبارك                                       |
| 1994        | فرجان لول                                      | إبراهيم بحر، لطيفة المجرن، عبدالله ملك، مريم زيمان، عبد الله وليد، جمعان الرويعي، علي الغرير         |
| 1995        | ملفى الأياويد                                  | إبراهيم بحر، عبدالله ملك، أحمد عيسى، مريم زيمان، لطيفة المجرن، يوسف بوهلول، جمعان الرويعي، أنور أحمد |
| 1995        | الهارب                                         | إبراهيم بحر، عبدالله ملك، عبد الله وليد، فضيلة المبشر، علي الغرير                                    |
| 1996        | عجايب زمان                                     | إبراهيم بحر، زهرة عرفات، علي الغرير، فاطمة عبد الرحيم                                                |
| 1997        | حزاوي الدار                                    | أحمد عيسى، عبدالله ملك، إبراهيم بحر، لطيفة المجرن، مريم زيمان، علي الغرير                            |
| 1997        | القرار                                         | عبدالرحمن العقل، علي السبع، لطيفة المجرن، عبد المحسن النمر، فضيلة المبشر، زهرة عرفات                 |
| 1997        | بحر الحكايات                                   | يوسف بوهلول، زهرة عرفات، سعاد علي، جمعان الرويعي                                                     |
| 1997        | الكلمة الطيبة                                  | إبراهيم بحر، لطيفة المجرن، يوسف بوهلول، جمعان الرويعي، فضيلة المبشر، علي الغرير                      |
| 1997        | ناس من ناس                                     | عبدالله ملك، لطيفة المجرن، مريم زيمان، يوسف بوهلول                                                   |
| 1998        | سعدون                                          | جمعان الرويعي، علي الغرير، أحمد مجلي، هدى سلطان، أحمد عيسى، يوسف بوهلول                              |
| 1999        | آخر الرجال                                     | عبدالله ملك، أحلام محمد، سعاد علي، يوسف بوهلول، علي الغرير، فاطمة عبد الرحيم                         |
| 2000        | نيران                                          | محمد المنصور، جاسم النبهان، سعاد علي، مريم زيمان، لطيفة المجرن، هيفاء حسين                           |
| 2001        | مواطن طيب                                      | سعاد علي، حميد مراد، يوسف بوهلول، أمينة القفاص، عبد الله وليد، علي الغرير                            |
| 2003        | أخوة الشر                                      | عبد المحسن النمر، يوسف بوهلول، سعاد علي، لطيفة المجرن، علي الغرير، فاطمة عبد الرحيم                  |
| 2003        | عويشة                                          | أحلام محمد، إبراهيم بحر، عبدالله ملك، يوسف بوهلول، أنور أحمد، جمعان الرويعي                          |
| 2004        | غصات حنين                                      | محمد المنصور، منصور المنصور،حسين المنصور، عبد المحسن النمر، سعاد علي                                 |
| 2005        | دار الزين                                      | مريم زيمان، سعاد علي، هدى الخطيب، عبدالله ملك                                                        |
| 2005        | صور من الحياة                                  | لطيفة المجرن، عبدالله ملك، مريم زيمان، يوسف بوهلول، علي الغرير، جمعان الرويعي                        |
| 2006        | بلا رحمة                                       | زينب العسكري، مريم الصالح، إبراهيم الزدجالي، عبير الجندي                                             |
| 2007        | 123 أكشن                                       | علي الغرير، أحمد مجلي، زهور حسين                                                                     |
| 2007        | بغوها طرب                                      | عبدالله ملك، لطيفة المجرن، محمد العجيمي، فخرية خميس، شيماء سبت، ناصر محمد، أميرة محمد                |
| 2008        | لعنة امرأة                                     | زينب العسكري، أحمد الصالح، حسين المنصور، ليلى السلمان                                                |
| 2009        | سوالف طفاش                                     | علي الغرير، خليل الرميثي، أحمد عيسى، عبد الله وليد، نورة البلوشي                                     |
| 2010        | سوالف طفاش 2                                   | علي الغرير، خليل الرميثي، أحمد عيسى، عبد الله وليد، نورة البلوشي                                     |
| 2012        | لولو ومرجان                                    | سعاد علي، علي الغرير، فاطمة عبد الرحيم، نورة البلوشي                                                 |
| 2014        | أهل الدار                                      | مجموعة من الممثلين                                                                                   |
| 2015        | سوالف طفاش 3                                   | علي الغرير، خليل الرميثي، أحمد عيسى، عبد الله وليد، نورة البلوشي، سلوى بخيت                          |
| 2016        | حزاوينا خليجية                                 | مجموعة من الممثلين                                                                                   |

### في المسرح
- المفهي
- شهرزاد
- فريج بوتيلة
- البيوت أسرار
- بوخليل في الميدان
- سوق المقاصيص
- مشخص
- خليلوة - مع وفيق الزعيم وميلاد يوسف

## وصلات خارجية
- سعد البوعينين على موقع قاعدة بيانات الأفلام العربية